# Pen computing

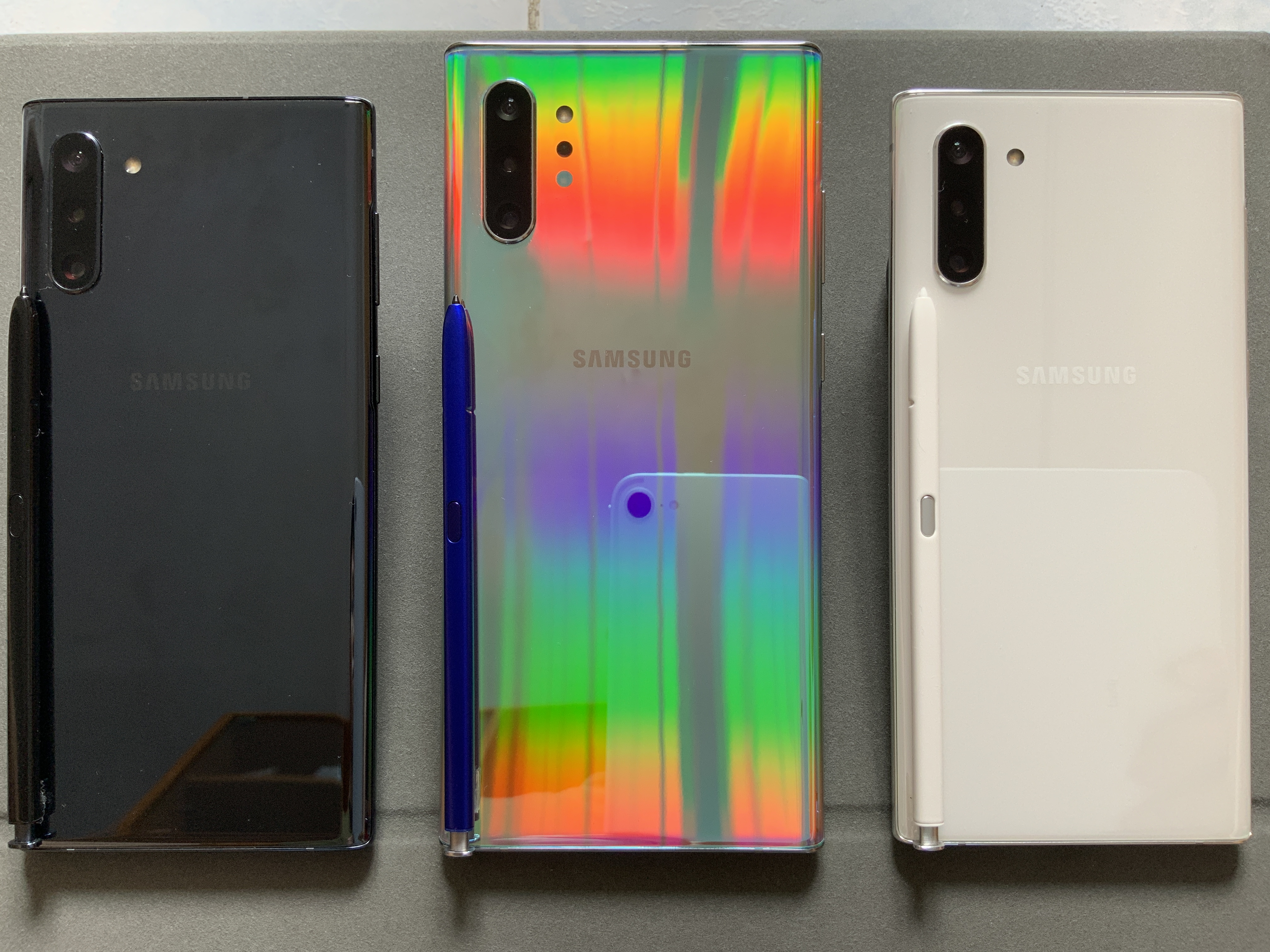
Els phablets Samsung Galaxy Note inclouen un llapis, anomenat "S-Pen".

Pen computing (textualment: Informàtica amb ploma, en anglès) es refereix a una interfície d'usuari d'ordinador que utilitza un llapis (o estilet) per interaccionar una tauleta o pantalla, en lloc de dispositius com: un llapis òptic, un teclat, un joystick, un ratolí o fins i tot el dit. S'utilitza amb dispositius mòbils com ara tauletes sense fil, PDA i receptors GPS. El terme s'ha generalitzat per referir-se a l'ús de qualsevol dispositiu que fa servir com indicador un llapis (o un estilet), que normalment s'utilitza per prémer una tauleta gràfica o una pantalla tàctil, en lloc d'utilitzar una interfície més tradicional com ara un teclat, un ratolí, un lapis òptic, un boligraf inteligent, o simplement el dit.

## Tècniques generals
Les interfícies d'usuari per al Pen computing es poden implementar de diverses maneres. Els sistemes reals utilitzen generalment una combinació d'aquestes tècniques. La tauleta i el llapis es poden utilitzar per substituir un teclat o un ratolí i un teclat amb la tauleta i el llapis en dos modes:
- Mode de marcatge: el llapis s'utilitza com a dispositiu apuntador com un ratolí.

- Mode de reconeixement d'escriptura en línia: el programari analitza els traços del llapis com a "tinta electrònica", que reconeix les formes dels traços o les marques com a caràcters escrits a mà. A continuació, els caràcters s'introdueixen com a text, com si vinguessin d'un teclat.
- Mode reconeixement de gestos

## Marcador i apuntador
La tauleta i el llapis llapis s'utilitzen com a dispositius apuntadors, per a substituir un ratolí. Mentre que un ratolí és un dispositiu apuntador relatiu (utilitza el ratolí per moure el cursor en una pantalla), la tauleta és un dispositiu apuntador absolut (posa el cursor on hi ha el llapis).
Hi ha una sèrie de factors humans a tenir en compte a l'hora de substituir un ratolí per el llapis. Per exemple, apuntar o tocar la mateixa ubicació precisa dues vegades amb un llapis és molt difícil; per tant, les operacions de "doble clic" amb un llapis són més difícils de realitzar si el sistema del ratolí espera una entrada de "doble clic". Tanmateix un dit es pot utilitzar com a llapis en una superfície de pantalla tàctil, com ara una tauleta.

## Reconeixement d'escriptura a mà
S'utilitzen diferents sistemes amb diferents mètodes entre modes :
- escrivint en àrees separades de la tauleta per al mode d'apunt i per al mode de reconeixement d'escriptura.
- per context, com ara tractar qualsevol marca no reconeguda com a text com a entrada d'apunt.
- reconeixent una marca gestual especial.

## Reconeixement de gestos
És la tècnica emprada per a reconèixer certes formes especials no com a entrada d'escriptura a mà, sinó com a indicador d'una ordre especial.
Els sistemes posteriors al Pen computing han utilitzat digitalitzadors que poden reconèixer més d'un "llapis" (formalment un dit) alhora, i fan ús de gestos multitàctils.
Per exemple, una forma de "cua de porc" (utilitzada sovint com a marca d'un corrector) indicaria una operació d'"eliminació". Depenent de la implementació, el que s'elimina pot ser l'objecte o el text on es va fer la marca, o el llapis es pot utilitzar com a dispositiu apuntador per seleccionar què és el que s'ha d'eliminar. Amb el sistema operatiu Newton d'Apple, el text es podria suprimir ratllant-hi un patró en zig-zag.
El PenPoint OS era un sistema operatiu especial que incorporava el reconeixement de gestos i l'entrada d'escriptura a mà a tots els nivells del sistema operatiu. Els sistemes anteriors que utilitzaven el reconeixement de gestos només ho feien amb aplicacions especials, com ara aplicacions CAD/CAM o processament de text.

## Història
Històricament, Pen computing es definia com un sistema informàtic que utilitza una interfície d'usuari que utilitza un dispositiu apuntador i el reconeixement d'escriptura a mà com a mitjà principal per a l'entrada interactiva de l'usuari.
Pen computing té arrels històriques molt profundes. Per exemple, la primera patent d'un dispositiu electrònic utilitzat per a l'escriptura a mà, el telautògraf, es va concedir el 1888.
- 2003
  - FingerWorks[8] desenvolupa la tecnologia tàctil i els gestos tàctils més tard utilitzats a l'iPhone d'Apple.[9]
- 2005
  - LeapFrog Enterprises llança el pentop Fly.[10]
- 2006
  - Windows Vista llançat per a disponibilitat general. Vista va incloure la funcionalitat de l'edició especial de Tablet PC de Windows XP.
- 2008
  - L'abril de 2008, com a part d'un cas judicial federal més gran, es va trobar que les característiques gestuals del sistema operatiu i el maquinari de Windows/Tablet PC infringeixen una patent de GO Corp. relativa a les interfícies d'usuari per als sistemes operatius d'ordinadors amb ploma.[11] La utilització de la tecnologia per part de Microsoft és objecte d'una demanda separada.[12][13]
- HP llança la segona tauleta compatible amb MultiTouch: l'HP TouchSmart tx2z.[14]

- 2011
  - Samsung llança la tauleta Galaxy Note que inclou un llapis.
- 2012
  - Microsoft llança la tauleta/ordinador portàtil híbrid Microsoft Surface Pro amb un Surface Pen opcional.
- 2013
  - Lenovo presenta la tauleta/ordinador portàtil híbrida ThinkPad Helix que inclou un llapis Wacom.
- 2015
  - Apple llança l'Apple Pencil per a l'iPad Pro que inclou sensibilitat a la pressió i detecció d'angle.